# Bijzondere Synode van de Bisschoppen van Nederland
De Bijzondere Synode van de Bisschoppen van Nederland was een particuliere bisschoppensynode die op verzoek van paus Johannes Paulus II in januari 1980 in Rome werd gehouden om zich te beraden over de belangrijkste problemen van theologische en pastorale aard die zich in Nederland voordeden. Aanleiding voor de synode waren onder andere de zware gezagscrisis, het gebrek aan gemeenschap tussen de Nederlandse bisschoppen onderling en de polarisatie die zich in die tijd in de Nederlandse kerkprovincie manifesteerden. De spanningen tussen de Nederlandse Kerkprovincie en Rome waren na het Tweede Vaticaans Concilie (1962-1965) ontstaan. Onder auspiciën van de Nederlandse bisschoppen verscheen eerst de zogenaamde Nieuwe Katechismus (1966), waarmee het episcopaat de uitkomsten van het Concilie wilden vertalen naar de Nederlandse situatie. Vervolgens namen de bisschoppen het initiatief tot het zogenaamde Pastoraal Concilie (1968-1970): een brede, democratisch opgezette kerkvergadering, waar iedereen mocht meepraten over gevoelige zaken als het celibaat, vrouwen en het ambt, de verhouding tussen de Kerk in Nederland en de Kerk van Rome, geboorteregeling e tutti quanti. Deze activiteiten werden vanuit Rome met argusogen bezien. De benoemingen van kapelaan Ad Simonis (hij was tijdens het Pastoraal concilie de voornaamste woordvoerder van de behoudende factie geweest) tot bisschop van Rotterdam, en - twee jaar later - van Joannes Gijsen tot bisschop van Roermond, kunnen worden geïnterpreteerd als pogingen van het Vaticaan om orde op zaken te stellen in de Nederlandse Kerkprovincie. De tegenstellingen binnen de Bisschoppenconferentie werden door deze benoemingen evenwel eerder vergroot dan verkleind.
Het initiatief voor deze kerkvergadering lag al eerder, bij de toenmalige aartsbisschop van Utrecht, kardinaal Johannes Willebrands en paus Paulus VI, maar het was Paus Johannes Paulus II die reeds in oktober 1978, een half jaar na zijn ambtsaanvaarding, aangekondigd had dat hij een bijzondere synode wilde houden met de Nederlandse bisschoppen. De synode werd formeel aangekondigd op 25 mei 1979 door Agostino kardinaal Casaroli, pro-prefect van de Raad voor de Publieke Aangelegenheden van de Kerk en werd geopend op maandag 14 januari 1980. Ze werd voorgezeten door Paus Johannes Paulus II, met Kardinaal Willebrands en Mgr. Godfried Danneels, die nog maar net benoemd was tot aartsbisschop van Mechelen-Brussel, als gedelegeerde voorzitters. Danneels was weliswaar geen Nederlands bisschop, maar werd uitgenodigd door de paus als verzoenend Nederlandstalig figuur.
Door de Bisschoppen van één land en van één Bisschoppenconferentie samen te roepen stelde paus Johannes Paulus II een nieuwe vorm van Bisschoppensynode in, naast de Algemene Synode, de Buitengewone Synode en de Speciale Synode, die echter geheel in lijn ligt van het motu proprio Apostolica Sollicitudo, uitgevaardigd door Paus Paulus VI.

## Het verloop van de synode
Op zondag 13 januari riep de paus voorafgaand aan het Angelusgebed van die ochtend de hele Kerk op te bidden voor het welslagen van de synode. De Nederlandse bisschoppen waren toen al verzameld in het Nederlands College op de Aventijn. De maandag van de eerste synodedag werd begonnen met een gezamenlijke Mis in de Mathildekapel. In de homilie noemde de paus deze synode een gebeurtenis zonder historisch precedent. Hij betoogde dat de synode in het teken stond van de wederzijdse doordringing van de universele en de plaatselijke Kerk: Het doel van onze bijeenkomst is blijk te geven van de samenhang tussen deze twee volledige dimensies en ze beide te versterken.
De synode zou in totaal twee weken duren. Er waren steeds twee bijeenkomsten per dag voorzien. Deze bijeenkomsten vonden plaats in de zogenaamde Oude Synodezaal, die zich bevindt in het oudste gedeelte van het Apostolisch Paleis, naast de Borgiatoren. Van Nederlandse zijde waren alle bisschoppen aanwezig; de paus liet zich tijdens de synode bijstaan door de prefecten van de voornaamste curiale congregaties. Van hen waren - gelet op de thematiek van de synode - Sebastiano Baggio (van de Bisschoppencongregatie) en Silvio Oddi (van de Congregatie voor de Clerus) het belangrijkst. Deze prelaten hadden vooraf een complete reorganisatie van de Nederlandse kerkprovincie voor ogen. Baggio was in de jaren daaraan voorafgaand gealarmeerd geraakt over het gebrek aan eenheid binnen de Nederlandse Bisschoppenconferentie en Oddi had de Nederlandse kerkprovincie (met al haar post-conciliaire liturgische experimenten, en vernieuwingsbewegingen) met afschuw van nabij gadegeslagen, toen hij in de jaren zestig diende als apostolisch nuntius in België.
De verdeeldheid van de Nederlandse bisschoppen bleek ook tijdens de synode, zoals Jan Bluyssen, de bisschop-emeritus van 's-Hertogenbosch in zijn memoires Gebroken Wit uiteen heeft gezet:
(...) wij, Nederlandse bisschoppen (waren) zelf onderling verdeeld, ongeneeslijk verdeeld; we kwamen voortdurend met elkaar in tegenspraak, voor het forum van de paus en de Romeinse Curie. De mannen van de Curie kraakten soms harde noten over ons beleid, over sommigen van ons, maar wij waren te verdeeld om dan geloofwaardig tegenwicht te kunnen geven.
De synode duurde mede om die reden zo lang. Een andere reden was, dat de bisschoppen - hoewel onderling verdeeld - wel degelijk weerwerk boden. Toen aan de secretaris van de synode, de latere hulpbisschop van Haarlem, Jos Lescrauwaet, werd gevraagd hoelang de synode nog zou duren, antwoordde deze: Tot de bisschoppen toegeven.
Op 25 januari vierden de paus en de Nederlandse bisschoppen opnieuw gezamenlijk de Mis. Dit keer was de aanleiding het feest van de bekering van Paulus. In zijn preek begon de paus met te verwijzen naar de oecumene en hij complimenteerde de Nederlandse kardinaal Willebrands (die het besturen van het aartsbisdom Utrecht combineerde met het voorzitten van het Secretariaat voor de Eenheid van de Christenen) met diens werk. Hij eindigde met een dwingende oproep aan de Nederlandse bisschoppen om die eenheid ook intern te smeden en uit te dragen.
Op 31 januari vond de plechtige sluiting van de synode plaats met een eucharistieviering in de Sixtijnse Kapel. Op het altaar van de kapel lag het document met de synodebesluiten dat na de Mis door paus en de synodevaders zou worden ondertekend. In zijn preek - daaraan voorafgaand - prees de paus het vele werk dat de synode had verzet en waarin hij de gelovigen in Nederland opriep te bidden voor het welslagen van de uitvoering van hetgeen door de synode was besloten.
De besluiten hadden betrekking op de bisschoppen, de priesters, de religieuzen en de leken. Ook werden er enkele aanvullende regelingen getroffen zoals de instelling van een Synoderaad die moest waken over de uitvoering van de besluiten (bestaande uit kardinaal Garonne, kardinaal Willebrands en Mgr. Bluyssen). Ook werd in de aanvullende regelingen bepaald dat Mgr. Gijsen weer mee moest doen aan de landelijke activiteiten van de Nederlandse kerkprovincie.
Voor wat betreft de bisschoppen: hun werd opgedragen de eenheid te herstellen en een nieuw evenwicht te vinden tussen de gezamenlijke afspraken in de Bisschoppenconferentie en hun verantwoordelijkheden in hun eigen bisdommen. Zij moesten er - door het herstellen van die eenheid - toe bijdragen dat de verwarring onder de gelovigen werd opgeheven. Er zou een studie worden gemaakt naar de mogelijkheden om nieuwe bisschoppen te benoemen en zelfs naar de mogelijkheden om nieuwe bisdommen in te richten. De nieuwe bisschoppen waren onder meer nodig om er voor te zorgen dat alle commissies van de Nederlandse Bisschoppenconferentie door een bisschop zouden kunnen worden voorgezeten.
Met betrekking tot de priesters, stelde de synode vast dat dezen vaak een te functionele opvatting van hun taak hadden. Zij zouden meer aandacht moeten besteden aan hun eigen geestelijk leven. De synode was bezorgd over het geringe aantal priesterroepingen. De bisschoppen zouden een actieve roepingenpastoraal gaan ontwikkelen. De priesteropleidingen zouden voortaan vorm krijgen in seminaries naar het model Rolduc (studeren en wonen onder één dak), dan wel in 'konvikten' (convicten) waarbij de studenten gezamenlijk woonden en elders (in bijvoorbeeld theologische faculteiten) hun opleiding volgden. Deze opleidingen zouden onder strikt bisschoppelijk toezicht moeten staan. De situatie van gehuwde priesters die aan seminaries of hogescholen doceerden zou worden bezien (hetgeen moet worden uitgelegd als een aankondiging van hun ontslag).
Van leken werd verwacht dat zij niet zouden polariseren en - zonder fanatisme - zouden ophouden om een werkelijke dialoog te blokkeren. Pastoraal werkers werden geprezen, maar er moest wel een veel duidelijker onderscheid komen tussen priesters en deze pastoraal werkenden. De indruk van een parallelle clerus moest worden voorkomen. Het bijwonen van de zondagse eucharistieviering moest worden gestimuleerd evenals het deelnemen aan het - in Nederland bijna geheel in onbruik geraakte - sacrament van de biecht. De catechese diende in overeenstemming gebracht te worden met de Romeinse richtlijnen.

## Na de synode
Na de synode ontstonden opnieuw enkele priesteropleidingen, met name in Breda (Bovendonk, 1983), Den Bosch (Sint-Janscentrum, 1986), Rotterdam (Vronesteyn, 1988) en in Haarlem (Willibrordhuis, herstart in 1996).
De Nederlandse bisschoppen gaven elk individueel commentaar dat wisselde van kritisch (Bluyssen) tot enthousiast (Simonis) tot berustend (Willebrands). Van een herstelde eenheid binnen de Nederlandse bisschoppenconferentie was niet veel te merken. Volgens kardinaal Willebrands hoopten vele leken dat de Nederlandse bisschoppen blijk zouden geven van eensgezindheid in hun beleid. Bij andere leken was het enthousiasme voor de uitkomsten van de Synode gering. De Amsterdamse Jezuïetenpater Jan van Kilsdonk sprak voor de radio: De toestand is hopeloos maar niet ernstig. De paus heeft de Nederlandse bisschoppen tot lakeien gemaakt Bij de Vereniging van Pastoraal Werkenden (VPW), was de teleurstelling groot: Het is ons een raadsel hoe de bisschoppen zich hebben laten inpakken door het Vaticaan. Wat er ook gebeurt, we gaan door.
Een jaar na de synode verklaarde kardinaal Willebrands:
Van het begin af is deze Synode bij de meerderheid van de priesters, bij de pastorale werkers en vele andere leken die toegewijd en actief zijn in de pastoraal, negatief ontvangen. Toch waren er ook velen die hoopten dat in de daaropvolgende maanden de bisschoppen blijk zouden geven van eensgezindheid in hun beleid. Naarmate de maanden voorbijgingen, is deze verwachting de bodem ingeslagen. Nergens bleek een echte communio, echte gemeenschap. De conflicten kwamen opnieuw virulent naar boven. Teleurstelling, verbittering, openlijk verzet tegen de bisschoppen, en wat misschien het ergste is, groeiende onverschilligheid tegenover de Kerk, zijn de gevolgen.
Na de Synode volgden nog een aantal bisschopsbenoemingen die bij een deel van de Nederlandse geloofsgemeenschap op kritiek stuitten. Eerst kreeg kardinaal Willebrands in Utrecht twee hulpbisschoppen Jan de Kok en Jan Niënhaus, terwijl ook de bisschop van Rotterdam een nieuwe hulpbisschop-coadjutor kreeg in de persoon van Philippe Bär. Deze laatste benoeming maakte deel uit van het - uiteindelijk ook zo uitgevoerde plan - om Willebrands in Utrecht te vervangen door Ad Simonis. Later volgden nog de benoemingen van Henricus Bomers en Joseph Lescrauwaet tot hulpbisschoppen van Haarlem en de benoeming van Jan ter Schure tot bisschop van Den Bosch. Al deze benoemingen droegen volgens sommigen bij tot vervreemding van de Nederlandse geloofsgemeenschap van de Kerk van Rome. Het pastoraal bezoek van de paus aan Nederland in 1985 liep volgens hen dan ook hierdoor uit op een demonstratie van het totale onbegrip waarmee de Nederlandse kerkprovincie was achtergebleven na deze bijzondere Synode. Anderen zien deze synode als een voorzichtig keerpunt in de geschiedenis van de naoorlogse Kerk in Nederland.

## Deelnemers
Aan de synode werd deelgenomen door
- De Nederlandse bisschoppen:
  - Johannes kardinaal Willebrands als eerste gedelegeerde voorzitter (aartsbisschop van het aartsbisdom Utrecht van 1976 tot 1983, metropoliet van de Nederlandse kerkprovincie en voorzitter van de Nederlandse Bisschoppenconferentie)
  - Theodorus Zwartkruis (bisschop van het bisdom Haarlem)
  - Johannes Bluyssen (bisschop van het bisdom 's-Hertogenbosch)
  - Huub Ernst (bisschop van het bisdom Breda)
  - Bernard Möller (bisschop van het bisdom Groningen)
  - Ad Simonis (bisschop van het bisdom Rotterdam)
  - Joannes Gijsen (bisschop van het bisdom Roermond)
- De kardinalen:
  - Sebastiano kardinaal Baggio, prefect van de H. Congregatie voor de Bisschoppen.
  - Jean Jérôme Hamer, secretaris van de H. Congregatie voor de Geloofsleer.[15]
  - Gabriel-Marie kardinaal Garrone, oud-prefect van de H. Congregatie voor de Katholieke Opvoeding.
  - Silvio kardinaal Oddi, prefect van de H. Congregatie voor de Clerus.
  - James Robert kardinaal Knox, prefect van de H. Congregatie voor de Eredienst.
  - Eduardo kardinaal Pironio, prefect van de H. Congregatie voor de Religieuzen en Seculiere Instituten.
- tweede gedelegeerde voorzitter
  - Godfried Danneels (aartsbisschop van het aartsbisdom Mechelen-Brussel sinds 1980)
- De secretarissen:
  - Jozef Tomko, Algemeen Secretaris van de Bisschoppensynode.
  - Joseph Lescrauwaet, Secretaris van de Bijzondere Synode
- Twee Nederlandse religieuzen:
  - Dom P. van den Biesen O.S.B., prior van de Sint-Willibrordabdij, Slangenburg (Doetinchem).
  - Ad van Luyn, S.D.B., provinciaal van de Salesianen van de Heilige Joannes Bosco.